# كلمينتيا من آكيتاين
كلمينتيا/كليمينس دي آكيتاين (الفرنسية:Clémence d'Aquitaine؛ 1060 - 4 يناير 1142)؛ هي ابنة بيير-غيوم السابع دوق آكيتاين وإرميسيند.

## الزواج والأبناء
- تزوج أولا من كونراد الأول كونت لوكسمبورغ؛ وأنجبت له:-
  - ماتيلدا؛ تزوجت من غودفري، كونت بلسيغاو.
  - هاينريش الثالث كونت لوكسمبورغ (توفي.1086).
  - رودولف (توفي.1099)؛ رئيس دير سان فان في فردان.
  - كونراد.
  - أدالبيرو (توفي.1098 في أنطاكية)؛ انضم مع جيش غودفري من بوليون، قتل على يد الأتراك.
  - إرميسيند (1075 - 1143)؛ هي والدة هاينريش الرابع كونت لوكسمبورغ في المستقبل.
  - فيلهلم كونت لوكسمبورغ (1081 - 1131).

- ثم تزوجت من جيرارد الأول، كونت فاسنبرغ وخيلدرز؛ هذا الكونت تزوج مرتين أيضا ولديه ثلاثة أبناء، لم يعرف والدتهم على وجه التحديد؛ وهم:-
  - جوتا؛ تزوجت من فاليران الثاني دي ليمبورخ.
  - يولاندا؛ تزوجت من بالدوين الثالث، كونت هينو، ثم من غودفري، فيكومت فالنسيان.
  - جيرارد الثاني كونت خيلدرز وفاسنبرغ (توفي. 1131).